# Zdrobite cătușe
Zdrobite cătușe ("Cadenas rotas") fue el himno nacional de la República Popular de Rumania entre 1948 y 1953. La letra fue escrita por Aurel Baranga y la música por Matei Socor. Escuchar el himno (mid).

## Letra

### En rumano
Zdrobite cătușe în urmă rămân,
In frunte-i mereu muncitorul,
Prin lupte și jertfe o treaptă urcăm
Stăpân pe destin e poporul.
Trăiască, trăiască, Republica noastră.
In marș de nâvalnic șuvoi re vărsat.
Muncitori și țărani, cărturari și ostași,
Zidim România Republicii noui.
In lături cu putredul vechiu stăvilar
E ceasul de sfântă încordare
Unirea și munca și lupta-i stegar
Republicii noi populare.
Trăiască, trăiască, Republica noastră.
In marș de nâvalnic șuvoi re vărsat.
Muncitori și țărani, cărturari și ostași,
Zidim România Republicii noui.
Spre țelul victoriei mari neîndreptăm
E ceas de izbânzi viitoare
Credință îm muncă și luptă jurăm
Republicii noi populare.
Trăiască, trăiască, Republica noastră.
In marș de nâvalnic șuvoi re vărsat.
Muncitori și țărani, cărturari și ostași,
Zidim România Republicii noui.

### En castellano
Atrás quedaron las cadenas rotas,
el trabajador siempre va al frente,
avanzando con lucha y sacrificios;
el pueblo es amo de su destino.
¡Viva, viva, nuestra República!
En marcha como corriente impetuosa,
trabajadores y campesinos, intelectuales y soldados,
construimos la nueva República rumana.
Eliminando la vieja podredumbre,
es la hora del santo esfuerzo.
La unión, el trabajo y la lucha enarbolan
la bandera de la nueva República Popular.
¡Viva, viva, nuestra República!
En marcha como corriente impetuosa,
trabajadores y campesinos, intelectuales y soldados,
construimos la nueva República rumana.
Hacia la gran victoria nos dirigimos,
es la hora de futuros triunfos.
Juramos que trabajaremos y lucharemos fielmente
por la nueva República Popular.
¡Viva, viva, nuestra República!
En marcha como corriente impetuosa,
trabajadores y campesinos, intelectuales y soldados,
construimos la nueva República rumana.